# Janik Möser
Janik Möser (* 26. September 1995 in Mannheim) ist ein deutscher Eishockeyspieler, der seit März 2020 bei den Grizzlys Wolfsburg in der Deutschen Eishockey Liga (DEL) unter Vertrag steht. Zuvor war er in derselben Liga bereits für die Adler Mannheim und Iserlohn Roosters aktiv. Möser spielt hauptsächlich auf der Position des Verteidigers, kann aber auch im Angriff eingesetzt werden.

## Karriere

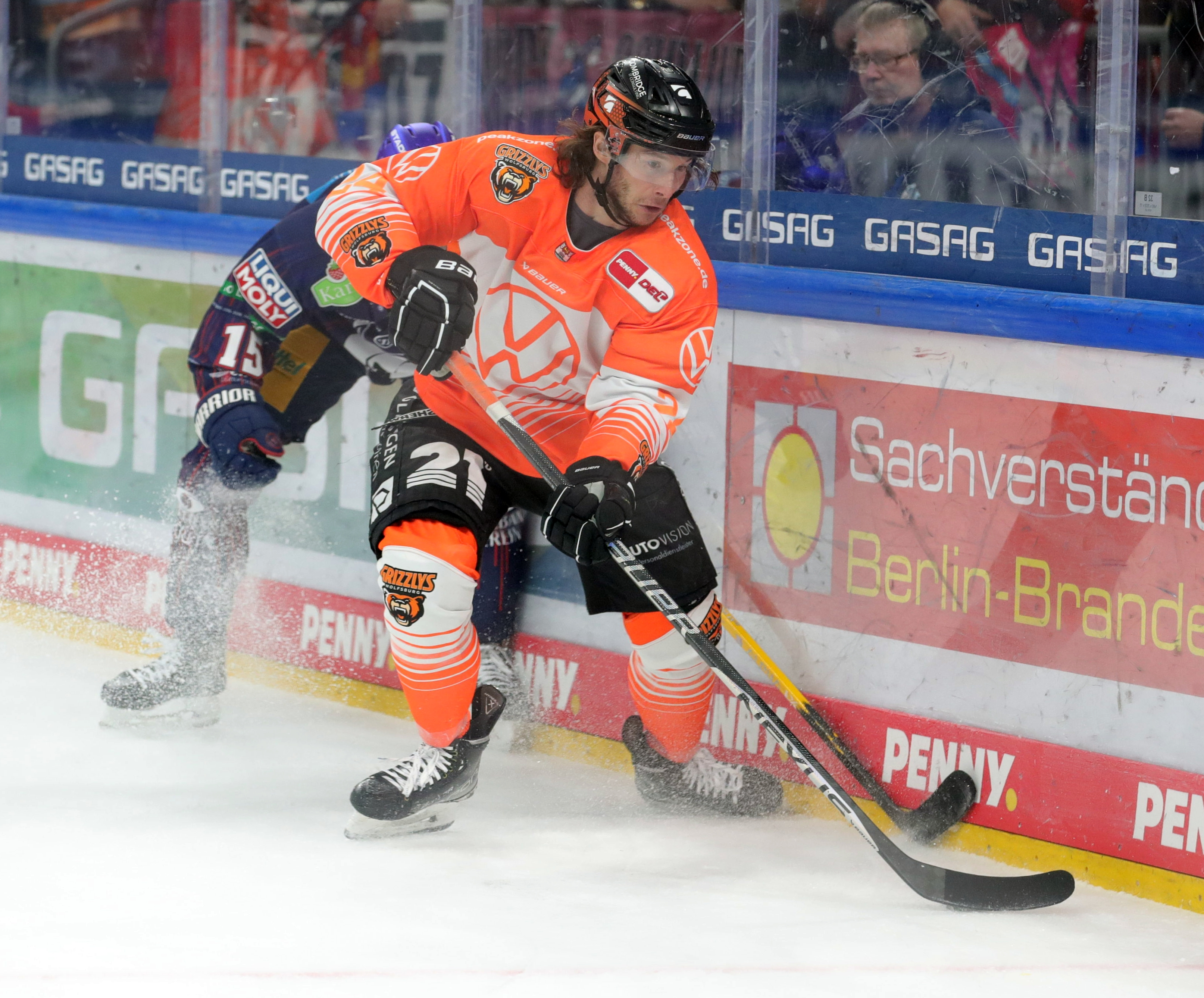
Möser im Trikot der Grizzlys Wolfsburg (2022)

Aus dem Nachwuchs der Adler Mannheim, mit dem er einmal die Meisterschaft in der Schüler-Bundesliga und zweimal den Meistertitel in der Deutschen Nachwuchsliga (DNL) gewann, wechselte Janik Möser im Sommer 2013 nach Nordamerika. Für die Muskegon Lumberjacks spielte er ein Jahr lang in der United States Hockey League (USHL), bevor er im Sommer 2014 ins Eishockeyteam der Ohio State University aufgenommen wurde, an der er parallel mit einem Studium in Wirtschaftswissenschaften begann. Nach vier Jahren bei den Buckeyes und erfolgreichem Bachelor-Abschluss kehrte er im Sommer 2018 nach Mannheim zurück.
Im Spiel gegen die Düsseldorfer EG am 14. September 2018 feierte er sein Debüt in der Deutschen Eishockey Liga (DEL). Wegen einer Hüftverletzung fiel er im Januar 2019 mehrere Wochen aus, sodass er am Ende seiner Rookiesaison auf nur 23 Spiele für die Adler und vier weitere Begegnungen für die Heilbronner Falken in der DEL2 kam, die per Förderlizenz möglich wurden. Nachdem er in der Spielzeit 2019/20 in Mannheim anfangs kaum Einsatzzeiten bekommen hatte, wurde er im November 2019 ligaintern an die Iserlohn Roosters ausgeliehen. Ende des Jahres sollte die Leihe bis zum Februar 2020 verlängert werden. Da die Wechselfrist für den Verteidiger anders als zunächst von der DEL kommuniziert aber zum Jahreswechsel endete, musste er schließlich doch schon Anfang Januar nach Mannheim zurückkehren.
Zur Saison 2020/21 wechselte Möser zum Ligakonkurrenten Grizzlys Wolfsburg. Infolge einer Corona-Infektion erlitt er im Herbst 2020 eine Herzmuskelentzündung, sodass er den Saisonauftakt verpasste. Mitte Januar 2021 kehrte er ins Training zurück und feierte kurze Zeit später sein Comeback. In den Playoffs erreichte er mit den Grizzlys das Finale und wurde deutscher Vizemeister. Nachdem sein Vertrag in Wolfsburg bereits im Sommer 2021 vorzeitig bis 2024 verlängert worden war, folgte bereits zum Start der Saison 2023/24 eine erneute Verlängerung bis 2026.

### International
Janik Möser kam in allen Nachwuchsnationalmannschaften des Deutschen Eishockey-Bunds zum Einsatz. Nach zwei Teilnahmen an der World U-17 Hockey Challenge in den Jahren 2011 und 2012 wurde er 2012 und 2013 auch für die Junioren-Weltmeisterschaften im U18-Bereich und in den folgenden beiden Jahren für die Titelkämpfe der U20-Nationalmannschaften nominiert.
Seine ersten beiden Länderspielen im Herrenbereich bestritt er in der Saison 2018/19. Im Frühjahr 2022 bestritt er die Vorbereitung für die Weltmeisterschaft, verpasste das Turnier aber wegen einer im letzten Testspiel zugezogenen Verletzung. In den Jahren 2022 und 2023 kam er beim Deutschland Cup zum Einsatz.

## Erfolge und Auszeichnungen
- 2011 Deutscher Schülermeister mit dem Mannheimer ERC
- 2012 DNL-Meister mit den Jungadler Mannheim
- 2013 DNL-Meister mit den Jungadler Mannheim
- 2021 Deutscher Vizemeister mit den Grizzlys Wolfsburg

## Karrierestatistik
Stand: Ende der Saison 2024/25

### International
Vertrat Deutschland bei:

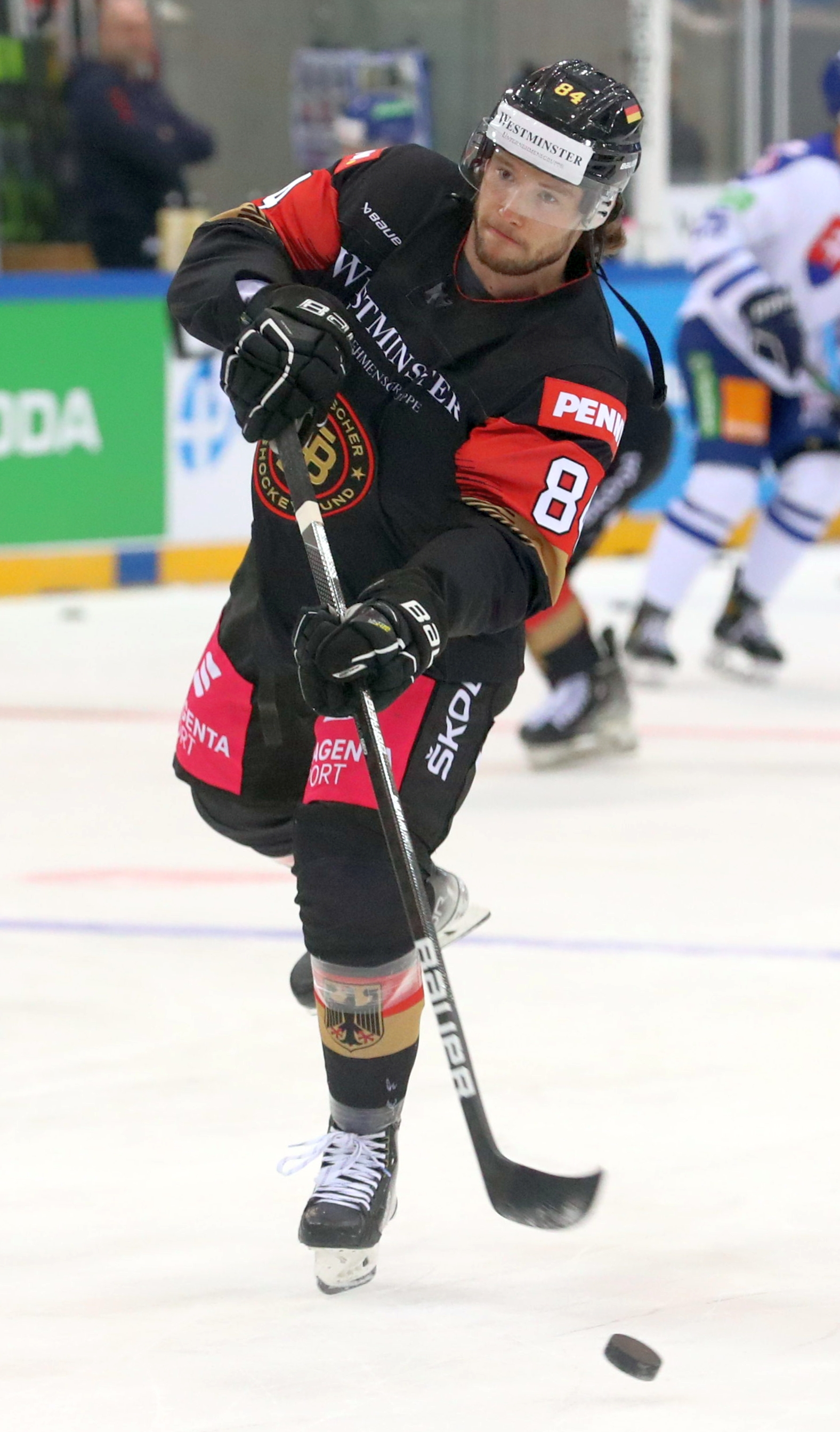
Möser als Spieler der deutschen Eishockeynationalmannschaft (2022)

| - World U-17 Hockey Challenge 2011 - World U-17 Hockey Challenge 2012 - U18-Junioren-Weltmeisterschaft 2012 | - U18-Junioren-Weltmeisterschaft 2013 - U20-Junioren-Weltmeisterschaft 2014 - U20-Junioren-Weltmeisterschaft 2015 |

(Legende zur Spielerstatistik: Sp oder GP = absolvierte Spiele; T oder G = erzielte Tore; V oder A = erzielte Assists; Pkt oder Pts = erzielte Scorerpunkte; SM oder PIM = erhaltene Strafminuten; +/− = Plus/Minus-Bilanz; PP = erzielte Überzahltore; SH = erzielte Unterzahltore; GW = erzielte Siegtore; 1 Play-downs/Relegation; Kursiv: Statistik nicht vollständig)